# Louis de Beaufront
Markiz Louis de Beaufront, rođen kao Louis Chevreux (Pariz, 3. listopada 1855. – Thézy-Glimont, 8. siječnja 1935.) poznat je po svom utjecaju na razvoj umjetnog jezika ida. Beaufront je prvo bio zagovornik esperanto jezika i bio je u velikoj mjeri zaslužan za njegovo rano širenje u Zapadnoj Europi.
Beaufront je otkrio esperanto 1888., a godine 1889. osnovao je društvo za širenje esperanta; Société Pour la Propagation de l'Espéranto (SPPE). Napisao je 1900. komentare za gramatiku esperanta Commentaire sur la grammaire espéranto.
Izabran je kao predstavnik neizmijenjenog esperanta pred Odborom za predlaganje i prihvaćanje umjetnih jezika, prisustvujući sjednici odbora u listopadu 1907. Iako je zastupao jezik esperanto pred odborom, bio je tajno suradnik s Louisom Couturatom na projektu stvaranja jezika ido, projekta koji je oduševio delegaciju Odbora i koji je doveo do reforme esperanta. Pisma koja su sačuvana u Odjelu umjetnih jezika i Esperanto muzeju u Beču, pokazuju da Beaufront negira bilo kakvu suradnju pri stvaranju ida. Nakon toga Beaufront postaje zagovornik ida, i piše utjecajnu ido gramatiku Kompleta Gramatiko Detaloza (Kompletnu detaljnu gramatiku), objavljenu 1925.
Bio je vrlo neobična osoba; tvrdio je da je markiz, i da mu je baka podrijetlom Engleskinja, no nije bilo nikakvih dokaza za ove tvrdnje. 
Pojavljuje se kao lik romana A Curable Romantic iz 2010. pisca Josepha Skibella.

## Vanjske poveznice
- Djela Louisa de Beaufronta na internetu  Arhivirana inačica izvorne stranice od 15. ožujka 2007. (Wayback Machine)